# Ove Flindt-Bjerg
Ove Flindt-Bjerg (* 21. Juli 1948 in Aalborg) ist ein ehemaliger dänischer Fußballspieler, -trainer und heutiger Scout.

## Karriere
Ove Flindt-Bjerg spielte mehrmals für den Aalborg BK, ging ins Ausland und kehrte immer wieder nach Aalborg zurück. Er spielte in Österreich bei FC Wacker Innsbruck und SK VÖEST Linz, in Deutschland für den Karlsruher SC und in den Vereinigten Staaten für die San José Earthquakes. In Innsbruck hatte er seine erfolgreichste Zeit. In den Spielzeiten 1971/72 und 1972/73 wurde er unter anderen mit Kurt Jara zweimal österreichischer Meister.
Seit 2009 ist er Scout beim deutschen Verein Borussia Mönchengladbach.

## Privates
Sein Sohn Christian war ebenfalls Profifußballer.